# Omega2 Aquarii
Omega2 Aquarii (ω2 Aquarii, förkortat Omega2 Aqr, ω2 Aqr) som är stjärnans Bayerbeteckning, är en trippelstjärna belägen i den östra delen av stjärnbilden Vattumannen. Den har en skenbar magnitud på 4,49 och är synlig för blotta ögat där ljusföroreningar ej förekommer. Baserat på parallaxmätning inom Hipparcosuppdraget på ca 22,0 mas, beräknas den befinna sig på ett avstånd på ca 149 ljusår (ca 46 parsek) från solen.

## Egenskaper
Primärstjärnan Omega2 Aquarii A är en blå till vit stjärna i huvudserien av spektralklass B9 V. Den har en radie som är ca 1,9 gånger större än solens och utsänder från dess fotosfär ca 37 gånger mera energi än solen vid en effektiv temperatur av ca 10 500 K.
Omega2 Aquarii A har en snävt omkretsande följeslagare av okänd typ och en tredje komponent med en vinkelseparation på 5,7 bågsekunder. Den senare är en stjärna i huvudserien av spektraltyp K med en skenbar magnitud på 9,5. Omega2 Aquarii är bland de 100 starkaste källorna till röntgenstrålning inom 163 ljusår från solen och avger strålning med 1,2 × 1030 erg/s.